# Święty granat ręczny z Antiochii

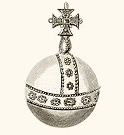
Brytyjskie jabłko królewskie, które święty granat ręczny przypomina wyglądem.

Święty granat ręczny z Antiochii (ang. Holy Hand Grenade of Antioch) – fikcyjna broń z filmu komediowego Monty Python i Święty Graal.

## Opis
W filmie Monty Python i Święty Graal „święty granat ręczny z Antiochii” pojawia się w jednej ze scen jako święta relikwia, a zarazem wyjątkowo skuteczna broń, dzięki której można pokonać morderczego królika, blokującego drogę królowi Arturowi i jego rycerzom. Instrukcja użycia granatu została w filmie dokładnie przedstawiona, w formie stylizowanej na cytat z Biblii (wedle słów bohaterów: Księga Uzbrojenia, rozdział drugi, wersety od 9 do 21). Wyglądem święty granat ręczny przypomina jabłko królewskie, jedno z regaliów brytyjskich.

## Odniesienia
Nawiązania do świętego granatu ręcznego z Antiochii można znaleźć w licznych grach (m.in. Worms, Fallout 2, Warhammer 40,000).
Oficjalna strona Monty Pythona, PythOnline sprzedaje zabawki – repliki świętego granatu ręcznego. Taka replika, znaleziona 19 marca 2009 r. w jednym z londyńskich pubów została uznana za prawdziwą bombę.